# Чрнолиця
Чрнолиця (словен. Črnolica) — поселення в общині Шентюр, Савинський регіон, Словенія. 
Висота над рівнем моря: 282,1 м.